# Mayte Fernández
María Teresa «Mayte» Fernández Molina (Puertollano, 2 de febrero de 1977) es una maestra y política española del Partido Socialista Obrero Español (PSOE). Alcaldesa de Puertollano entre 2013 y 2019, es senadora por designación autonómica desde julio de 2019.

## Biografía
Nació el 2 de febrero de 1977 en Puertollano (provincia de Ciudad Real).
Diplomada en magisterio, es maestra de educación primaria.
Afiliada al Partido Socialista Obrero Español (PSOE) desde joven, se convirtió en concejala del Ayuntamiento de Puertollano en 2007. Ejerció en el consistorio el desempeño de áreas de gobierno municipal como las de bienestar social, urbanismo, personal y contratación, además de ser primera teniente de alcalde. Fue investida alcaldesa el 31 de julio de 2013, tras la renuncia de Joaquín Hermoso, renovando el cargo por un segundo mandato tras las elecciones municipales de 2015. Fernández, que en enero de 2019 hizo público que no se presentaría a las elecciones municipales de mayo, fue elegida por el pleno de las Cortes de Castilla-La Mancha para el cargo de senadora por designación autonómica el 22 de julio de 2019, adquiriendo la condición plena de miembro de la cámara alta el 26 de julio. Fue nombrada presidenta de la Comisión para las Políticas Integrales de la Discapacidad.